# Liste der Filmfestivals in der Ukraine
Die Liste beinhaltet die Namen der Filmfestivals, die in der Ukraine stattfinden. Zudem werden genannt: die Jahreszahl der jeweiligen ersten Festival-Ausgabe, der Ort (die Stadt), in dem sich die jeweilige(n) Festival-Spielstätte(n) befinden, sowie die inhaltliche Spezialisierung des jeweiligen Festivals. Hierbei wird die Bezeichnung international verwendet, wenn es hinsichtlich der Produktionsländer der Filme keine geographische Einschränkung gibt. Die Liste ist aufsteigend nach Gründungsjahren geordnet, ein Farbwechsel in den Reihen markiert einen Wechsel im Jahrzehnt des Gründungsdatums.  
| seit | Name des Filmfestivals                    | Ort | Ausrichtung                             |
| ---- | ----------------------------------------- | --- | --------------------------------------- |
| 1970 | Molodist                                  | Kiew | Filme junger Regisseure, international  |
| 1989 | KROK International Animated Film Festival | Schiff Taras Shevchenko (am Dnepr und im Schwarzen Meer in ungeraden Jahren, auf der Wolga in geraden Jahren) | Animationsfilm, international           |
| 1995 | Stozhary                                  | Kiew | Filmschauspiel, international           |
| 2003 | Irpen Film Festival                       | Irpin | nicht-kommerzieller Film, international |
| 2005 | Dok-Maidan Festival                       | Kiew, Odessa, Charkiw                                                                                         | Dokumentarfilm, international           |